# Tortosa
Tortosa er en spansk by ved Middelhavet i det sydlige Catalonien, ca. 190 km. sydvest for Barcelona. Under Romerriget hed byen Dertosa.
I den anden halvdel af juli har man i byen siden 1996 afholdt en årlig renæssancefestival.
Inden Pave Hadrian 6. blev udnævnt som pave, var han af Karl 5. blevet udnævnt som biskop af Tortosa.
Spaniens største flod, Ebro, løber gennem byen.